# 598 v. Chr.
Portal Geschichte | Portal Biografien | Aktuelle Ereignisse | Jahreskalender | Tagesartikel

◄ |
7. Jahrhundert v. Chr. |
6. Jahrhundert v. Chr. |
5. Jahrhundert v. Chr. |
►

◄ | 610er v. Chr. | 600er v. Chr. | 590er v. Chr. | 580er v. Chr. |
570er v. Chr. |
►

◄◄ | ◄ | 601 v. Chr. | 600 v. Chr. | 599 v. Chr. | 598 v. Chr. |
597 v. Chr. |
596 v. Chr. |
595 v. Chr. |
► |
►►

## Ereignisse

### Politik und Weltgeschehen
- Nach dem Tod seines Vaters Jojakim im Kampf gegen die Babylonier wird Jojachin neuer König von Juda.

### Wissenschaft und Technik

#### Kaiserreich China
- Zeit der Frühlings- und Herbstannalen: Bei Shouxian im chinesischen Staat Chu wird unter Kanzler Sunshu Ao mit dem Bau eines Absperrbauwerks für das Quebei-Bewässerungsprojekt begonnen.

#### Neubabylonisches Reich
- In seinem siebten Regierungsjahr (598 bis 597 v. Chr.) lässt Nebukadnezar II. den Schaltmonat Ululu II ausrufen, der am 13. September[1] beginnt. Er formiert im Monat Kislimu (11. Dezember bis 9. Januar 597 v. Chr.)[1] seine Armee und marschiert anschließend zum Land „Hatti“ (Syrien).[2]
- Im babylonischen Kalender fällt das babylonische Neujahr des 1. Nisannu auf den 19. März[1]; der Vollmond im Nisannu auf den 4. April[1] und der 1. Tašritu auf den 12. Oktober[1].[3]

## Gestorben
- Jojakim, König von Juda (* 634 v. Chr.)